# Алгазін Олександр Кузьмович
Олександр Кузьмович Алгазін (нар. 1 березня (14 березня) 1914, с. Голубівці, Катеринославська губернія — пом. 23 квітня 1985, Прилуки, Чернігівська область, Українська РСР, СРСР) — радянський військовий льотчик, Герой Радянського Союзу (1943).

## Життєпис
Народився у селі Голубівці (нині — смт Комісарівка Краснодонського району Луганської області). Українець[джерело?].
У Червоній Армії з 1936 року. Закінчив Єйську авіаційну школу штурманів. Учасник радянсько-фінської війни. Брав участь у Другій світовій війні з липня 1941 року. Штурман ланки 9 гв. авіаполку 7 гв. авіадивізії, 3 авіакорпусу авіації дальної дії. Брав участь у бомбардуванні Берліна 3 серпня 1941 року. До вересня 1943 року здійснив 195 бойових вильотів.
Звання Героя присвоєне 18 вересня 1943 року. Нагороджений орденом Леніна, 2 орденами «Червоного Прапора», орденом «Вітчизняної війни» 1 ступеня, 2 орденами «Червона Зірка», медалями. Після війни проходив службу, працював і жив у Прилуках. Похований в Прилуках, на могилі споруджено пам'ятник (висотою 2 м) з чорного граніту, з портретом.